# Североуральский муниципальный округ
Североуральский муниципальный округ - муниципальный округ в Свердловской области России. Относится к Северному управленческому округу. Административный центр — город Североуральск.
С точки зрения административно-территориального устройства области, ГО находится в границах административно-территориальной единицы города Североуральск (соответствует категории города областного подчинения).
До 1 января 2025 года имел статус городского округа.

## География
Город (городской округ) расположен на севере Свердловской области, на восточных склонах Уральского хребта, в бассейне рек Колонга, Вагран, Сосьва, Шегультан.
Соседние административно-территориальные единицы и муниципальные образования:
- город Ивдель (Ивдельский городской округ);
- город Серов (Серовский городской округ);
- Карпинск (городские округа Карпинск и Волчанский городской округ)

На западе граничит с Пермским краем.

## История

### Североуральский городской совет
27 ноября 1944 года рп Петропавловский пригородной зоны г. Карпинска был преобразован в город областного подчинения и переименован в Североуральск. В административном отношении Североуральскому горсовету был подчинён Покровский сельсовет, перечисленный из пригородной зоны Карпинска.
2 апреля 1947 года:
- населённый пункт Покровский пригородной зоны Карпинска был отнесён к категории рабочих посёлков, переименован в Покровск-Уральский и подчинён Североуральскому горсовету, в черту Покровска-Уральского был включён пос. Баяновка, в административном отношении были подчинены ст.Бокситы, Вторая база, Березовка, Боронское, Коноваловка, Оленья и Тулайка, Покровский сельсовет ликвидирован;
- населённый пункт Черёмухово пригородной зоны Карпинска был отнесён к категории рабочих посёлков и подчинён Североуральскому горсовету, Черёмуховскому поссовету были подчинены населённые пункты Воскресенка, Мостовая, Тонга, Усть-Калья и Мотовилихинский кордон;
- населённый пункт Калья пригородной зоны Карпинска был отнесён к категории рабочих посёлков и подчинён Североуральскому горсовету, Кальинскому поссовету были подчинены населённые пункты Высотинка, Даньша и Кальинский кордон.

14 февраля 1952 года Всеволодо-Благодатский сельсовет был перечислен из пригородной зоны Ивделя в состав пригородной зоны Североуральска.
19 апреля 1957 годаиправобережную часть д. Воскресенки была перечислена из Черёмуховского поссовета в административное подчинение Всеволодо-Благодатского сельсовета, левобережная часть д. Тренькино из Всеволодо-Благодатского сельсовета в административное подчинение Черёмуховского поссовета.
21 июня 1957 года посёлки Боронское и Шомпа были перечислены в административно-территориальное подчинение Карпинского горсовета, пос. Берёзовский — в административно-территориальное подчинение Волчанского горсовета.
1 февраля 1963 года горсовет Североуральска был подчинён Свердловскому областному (промышленному) совету депутатов трудящихся, Североуральскому горсовету были переданы в подчинение Кальинский, Покровск-Уральский и Черемуховский поссоветы и Всеволодо-Благодатский сельсовет.
14 февраля 1961 года пос. Берёзовский был передан из состава Волчанского горсовета пригородной зоны Краснотурьинска в административно-территориальное подчинение Покровск-Уральского поссовета пригородной зоны Североуральска; была установлена граница между Карпинском и Североуральском по восточной границе лесных кварталов 20, 34, 54, 72, 93, 113, 131, 132, 133; по южной границе кварталов 130, 131, 132, 153 и по западной границе кварталов 15, 29, 50, 89, 110, 130.
11 октября 1972 года были исключены из учётных данных как прекратившие существование пос. Берёзовский Покровск-Уральского поссовета; д. Мостовая и пос. Тренькино Черёмуховского поссовета; д. Воскресенка и пос. Ельцовка, Сольва, Усть-Шегультан, Шегультан Всеволодово-Благодатского сельсовета.
30 декабря 1976 года были исключены из учётных данных как прекратившие существование: пос. Даньша Кальинского поссовета, пос. Белая и Никольский Всеволодо-Благодатского сельсовета.
23 февраля 1977 года в пригородной зоне гевероуральска в административно-территориальное подчинение Кальинского поссовета были переданы пос. Второй Северный и Третий Северный; в административно-территориальное подчинение Покровск-Уральского поссовета — пос. Баяновка.
21 мая 1979 года было составлено описание городской черты г. Североуральска.
26 октября 1989 года:
- согласно решению облисполкома №359 пос. Третий Северный Кальинского поссовета был преобразован в рабочий посёлок с образованием поссовета. Образовать поссовет в р.п.Третий Северный;
- согласно решение облисполкома № 360 пос. Бокситы Покровск-Уральского поссовета был передан в административное подчинение Североуральскому горсовету.

### Муниципальное образование
17 декабря 1995 года по итогам местного референдума образовано муниципальное образование «город Североуральск», в которое вошли Североуральск и территории, подчинённые городской администрации. 10 ноября 1996 года муниципальное образование было внесено в областной реестр.
В 2004 году город Североуральск был наделён статусом городского округа. Рабочие посёлки Калья, Покровск-Уральский, Третий Северный, Черёмухово были отнесены к категории сельских населённых пунктов к виду посёлок.
С 1 января 2006 года муниципальное образование город Североуральск было переименовано в Североуральский городской округ.

## Население
| \| 1989 \| 2002[13] \| 2009[14] \| 2010[15] \| 2011[16] \| 2012[17] \| 2013 \| \| -------- \| -------- \| -------- \| -------- \| -------- \| -------- \| -------- \| \| 53 266 \| ↗54 207 \| ↘50 536 \| ↘44 776 \| ↘44 638 \| ↘43 947 \| ↘43 245 \| \| 2014[18] \| 2015[19] \| 2016[20] \| 2017[21] \| 2018[22] \| 2019[23] \| 2020[24] \| \| ↘42 619 \| ↘42 086 \| ↘41 579 \| ↘41 169 \| ↘40 717 \| ↘40 037 \| ↘39 657 \| \| 2021[25] \| 2023[6] \| \| \| \| \| \| \| ↘36 030 \| ↘35 375 \| \| \| \| \| \| 10 000 20 000 30 000 40 000 50 000 60 000 1989 2012 2017 2023 |         |         |         |         |         |         |
| 1989 | 2002    | 2009    | 2010    | 2011    | 2012    | 2013    |
| 53 266 | ↗54 207 | ↘50 536 | ↘44 776 | ↘44 638 | ↘43 947 | ↘43 245 |
| 2014 | 2015    | 2016    | 2017    | 2018    | 2019    | 2020    |
| ↘42 619 | ↘42 086 | ↘41 579 | ↘41 169 | ↘40 717 | ↘40 037 | ↘39 657 |
| 2021 | 2023    |         |         |         |         |         |
| ↘36 030 | ↘35 375 |         |         |         |         |         |

## Населённые пункты, административно-территориальное устройство
В состав муниципального образования (городского округа) и административно-территориальной единицы (города) входят 9 населённых пунктов: 1 собственно город и сельские. До 1 октября 2017 года часть сельских населённых пунктов составляла сельсовет, остальные входили в город как административно-территориальную единицу непосредственно.

### Административно-территориальное устройство до 1.10.2017
| № | ТЕ / АТЕ                         | Состав                                                                            |
| - | -------------------------------- | --------------------------------------------------------------------------------- |
| 1 | город Североуральск              | Североуральск                                                                     |
| 2 | с.н.п.                           | посёлки Баяновка, Бокситы, Калья, Покровск-Уральский, Третий Северный, Черёмухово |
| 3 | Всеволодо-Благодатский сельсовет | село Всеволодо-Благодатское, посёлок Сосьва                                       |

### Населённые пункты
| № | Населённый пункт       | Тип               | Население |
| - | ---------------------- | ----------------- | --------- |
| 1 | Баяновка               | посёлок           | ↘437      |
| 2 | Бокситы                | посёлок           | ↘81       |
| 3 | Всеволодо-Благодатское | село              | ↘177      |
| 4 | Калья                  | посёлок           | ↘4451     |
| 5 | Покровск-Уральский     | посёлок           | ↘1160     |
| 6 | Североуральск          | город, адм. центр | ↘24 029   |
| 7 | Сосьва                 | посёлок           | ↘229      |
| 8 | Третий Северный        | посёлок           | ↘1837     |
| 9 | Черёмухово             | посёлок           | ↘4465     |

С 31 декабря 2004 года рабочий посёлки Калья, Покровск-Уральский, Третий Северный, Черёмухово были преобразованы в сельские населённые пункты.
Исторически выделялись поссоветы:
- Кальинский — рабочий посёлок Калья и посёлок Третий Северный;
- Покровск-Уральский — рабочий посёлок Покровск-Уральский и посёлки Баяновка и Бокситы.